# Torques de Leekfrith
Las torques de Leekfrith (del inglés Leekfrith torcs) son cuatro torques de oro de la Edad del Hierro encontradas por aficionados a la búsqueda de metales en diciembre de 2016 en un campo de Leekfrith, al norte de Staffordshire, Inglaterra. El hallazgo consiste en tres torques de cuello y una pulsera más pequeña encontrados casi juntos. El examen arqueológico posterior de la zona no pudo descubrir más objetos.
Una de las torques es una pulsera celta decorada y las otras tres son collares. Dos de ellas están realizadas con alambre de oro trenzado y dos tienen remates con forma de trompeta. El porcentaje de oro es de al menos el 80 %, ligeramente por encima de los 18 quilates. El peso de las piezas varía entre los 31 gramos (1,1 oz) y los 230 gramos (8,1 oz) hasta los 350 gramos (12,3 oz) en total.
Según Julia Farley, conservadora de la colección de objetos de la Edad del Hierro británica y europea en el Museo Británico, las torques se realizaron en la zona de la actual Alemania o Francia, seguramente entre el 400 y el 250 a. C. (cultura de La Tène).